# Milan Škopek
Milan Škopek (22 de enero de 1959) es un deportista checoslovaco que compitió en remo. Ganó dos medallas en el Campeonato Mundial de Remo, plata en 1979 y bronce en 1982.

## Palmarés internacional
| Campeonato Mundial | Campeonato Mundial | Campeonato Mundial | Campeonato Mundial |
| Año                | Lugar              | Medalla            | Prueba             |
| ------------------ | ------------------ | ------------------ | ------------------ |
| 1979               | Bled (Yugoslavia)  | Medalla de plata   | Dos con timonel    |
| 1982               | Lucerna (Suiza)    | Medalla de bronce  | Dos con timonel    |